# Maria Brontë (1783-1821)
Pour les autres membres de la famille, voir Famille Brontë.
Pour les articles homonymes, voir Brontë.
Maria Brontë, née Branwell le 15 avril 1783 à Penzance et morte le 15 septembre 1821 à Haworth, est l'épouse de Patrick Brontë, pasteur de Haworth, dans le Yorkshire, et la mère des enfants Brontë, au nombre desquels on compte en particulier les trois sœurs Brontë, Charlotte, (auteur de Jane Eyre), Emily (auteur des Hauts de Hurlevent), et Anne (auteur de La Recluse de Wildfell Hall). 
Morte alors que ses enfants étaient encore tout jeunes, elle avait elle-même écrit un essai, laissant ainsi à ses filles l'exemple d'une femme écrivain. 

## Jeune fille de bonne famille
Elle est la fille de Thomas Branwell (né en 1746, et mort le 5 avril 1808) et de Anne Carne (baptisée le 27 avril 1744 et décédée le 19 décembre 1809), qu'il a épousée en 1768. Son père est un marchand qui a réussi et possède des biens immobiliers, et sa mère, de son côté, est la fille d'un orfèvre prospère, spécialisé dans le travail de l'argent. Elle est l'un des sept enfants survivants du couple. Les Branwell habitent une belle maison dans Chapel Street, à Penzance, qui est alors une ville animée de Cornouailles. 
Après la mort de ses parents, alors qu'elle est âgée de 29 ans, elle va rendre visite à son oncle et à sa tante, dans le Yorkshire. Elle est alors décrite comme de toute petite taille, pas très jolie, mais très élégante, et vêtue avec un goût discret.

## Mariage et naissance de six enfants
La tante de Maria, Jane, a épousé John Fennel, qui vient d'être nommé maître principal du pensionnat méthodiste wesleyen de Woodhouse Grove, près de Leeds. Maria est ainsi amenée à s'occuper avec sa tante des questions d'intendance du pensionnat, et c'est ainsi qu'elle rencontre Patrick Brontë, au mois de juillet 1812, invité comme examinateur pour les épreuves d'études bibliques. C'est, semble-t-il, un coup de foudre réciproque. Elle lui accorde sa main dès le mois d'août, et ils se marient le 29 décembre 1812, alors que sa cousine Jane épouse le même jour William Morgan. 
Ils déménagent pour Hightown, où naissent leurs deux filles aînées, Maria et Elizabeth. En 1815, ils s'installent à Thornton, près de Bradford, où naissent leurs quatre autres enfants, Charlotte, Branwell, Emily et Anne. 
Maria Brontë, née Branwell, est considérée comme un bas-bleu ; elle écrit un essai (non publié) intitulé The Advantages of Poverty in Religious Concerns (Avantages de la pauvreté dans le domaine de la religion), où elle développe l'idée que la pauvreté permet de ne pas s'éloigner de la religion, en évitant d'être soumis aux tentations offertes par l'argent. Elle laisse ainsi à ses filles l'exemple d'une femme écrivain.

## Déménagement à Haworth, maladie et mort
À cette époque, le couple Brontë a une vie sociale active, mais cela change à partir de 1820, lorsqu'ils vont s'installer à Haworth. En effet, Maria ressent très vite les atteintes de la maladie qui va l'emporter, vraisemblablement un cancer de l'estomac. 
Maria Brontë meurt le 15 septembre 1821, âgée de 38 ans, avec sa sœur, son mari et sa nourrice près d'elle, et ses enfants au pied du lit.